# Robert Whigham

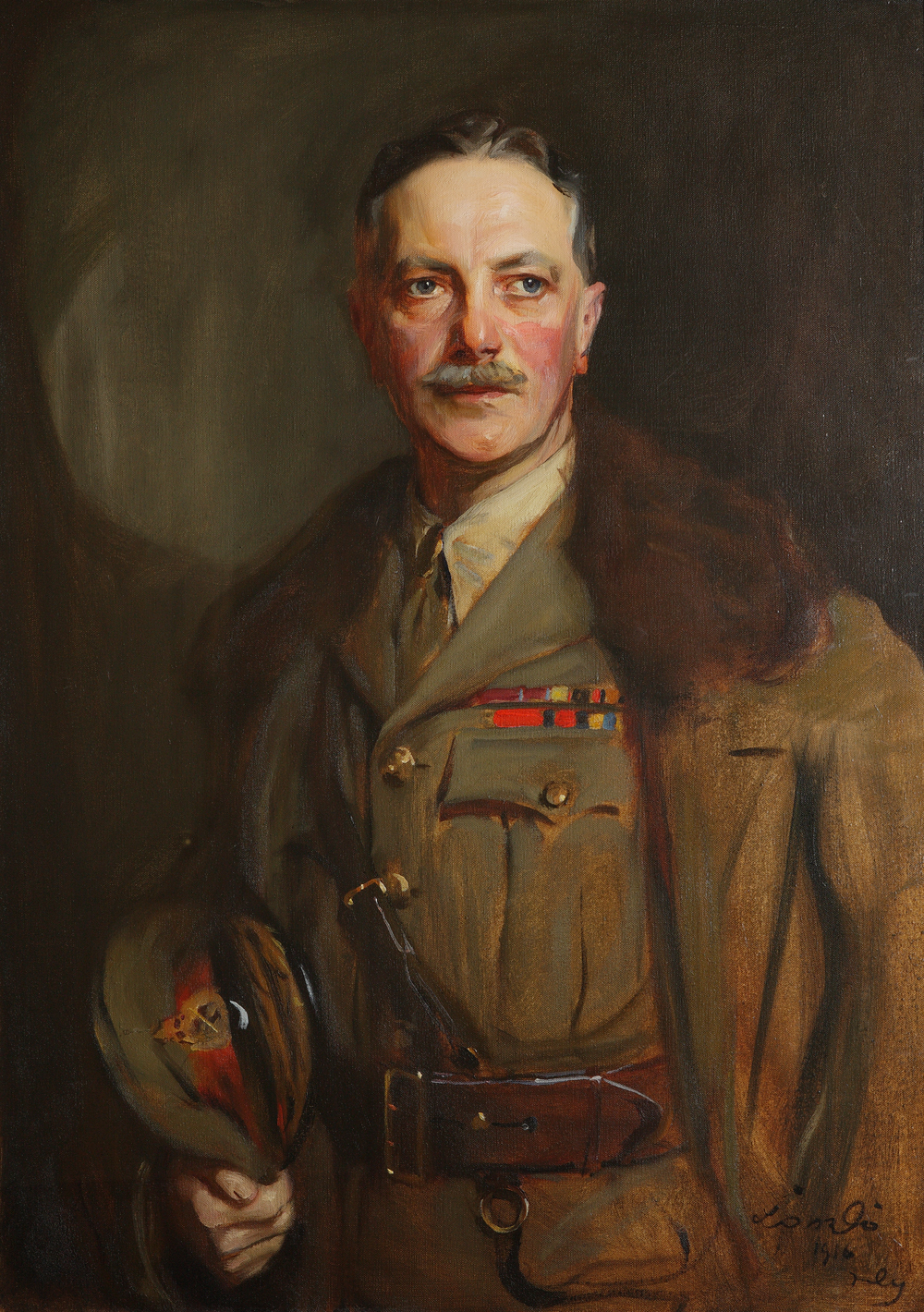
General Sir Robert Wigham (1916)

Sir Robert Dundas Whigham, GCB, KCMG, DSO (* 5. August 1865; † 23. Juni 1950) war ein britischer Offizier und zuletzt General der British Army, der unter anderem während des Ersten Weltkrieges zwischen 1915 und 1918 stellvertretender Chef des Imperialen Generalstabes (Deputy Chief of the General Staff) war. Er war ferner Kommandeur verschiedener Divisionen, zwischen 1923 und 1927 Generaladjutant des Heeres (Adjutant-General to the Forces) sowie zuletzt von 1927 bis 1931 Oberkommandierender des Heereskommando Ost (General Officer Commanding-in-Chief, Eastern Command).

## Leben

### Ausbildung und Verwendungen als Offizier, Mahdi-Aufstand und Zweiter Burenkrieg

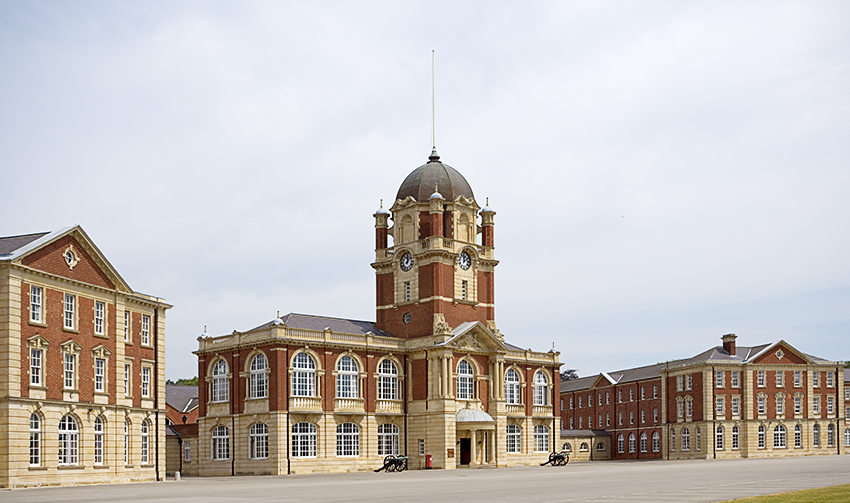
Robert Dundas Whigham absolvierte eine Offiziersausbildung am Royal Military College Sandhurst.

Robert Dundas Whigham, Sohn von David Dundas Whigham und dessen Ehefrau Ellen Murray, absolvierte nach dem Besuch des renommierten Fettes College in Edinburgh eine Offiziersausbildung am Royal Military College Sandhurst und wurde nach deren Abschluss am 9. Mai 1885 als Leutnant (Second Lieutenant) in das Linieninfanterieregiment Royal Warwickshire Regiment übernommen. Nach verschiedenen Verwendungen wurde er am 18. Januar 1892 Adjutant dieses Regiments und erhielt als solcher am 3. März 1892 auch seine Beförderung zum Hauptmann (Captain). Er bekleidete den Posten als Regimentsadjutant bis zum 18. Januar 1896 und wurde nach anderen Verwendungen am 29. Dezember 1897 zum Dienst in der Anglo-Ägyptischen Armee (Egyptian Army) abgeordnet.
Nachdem er dort in der Endphase des Mahdi-Aufstandes an der Schlacht am Atbara (8. April 1898) teilgenommen hatte, wurde Whigham während des Zweiten Burenkrieges (1899 bis 1902) am 6. Februar 1900 zum Stabsdienst abgeordnet und übernahm den Posten als Aide-de-camp von Oberst Hector Archibald MacDonald. Während des Zweiten Burenkrieges nahm er an der Schlacht von Paardeberg (23. bis 27. Februar 1900), der Schlacht von Poplar Grove (7. März 1900), der Schlacht von Driefontein (10. März 1900) sowie an der Schlacht von Witpoort (16. Juli 1900) teil. Er wurde daraufhin am 1. August 1900 zum Major befördert und am 24. Dezember 1900 stellvertretender assistierender Generaladjutant (Deputy-Assistant Adjutant-General) im Hauptquartier der Truppen in Südafrika. Er nahm auch am Anglo-Aro-Krieg (November 1901 bis März 1902) in Westafrika teil. Für seine militärischen Verdienste wurde er am 26. Juni 1902 zum Companion des Distinguished Service Order (DSO) ernannt.

### Verwendungen als Stabsoffizier
Nach seiner Rückkehr wurde Robert Whigham am 1. November 1902 wieder zum Stabsdienst abgeordnet und übernahm vom 1. November 1902 bis zum 26. Oktober 1904 die Funktion als Brigade-Major der zur 5. Division (5th Division (Vereinigtes Königreich)|5th Division) des II. Korps (II Corps) gehörenden 10. Brigade. Er wurde am 1. Oktober 1906 zunächst wieder Stabsoffizier und wurde zeitweise auf Halbsold (Half-pay) gesetzt. Nach seiner Beförderung zum Oberstleutnant (Lieutenant-Colonel) übernahm er am 3. Februar 1908 wiederum einen Posten als stellvertretender assistierender Generaladjutant im Hauptquartier und wurde daraufhin am 16. April 1909 als Zweiter Generalstabsoffizier (General Staff Officer, 2nd Grade) an das Staff College Camberley versetzt. Er war bis zum 16. April 1912 am Staff College Camberley tätig und erhielt dort am 4. Oktober 1911 auch seine Beförderung zum Oberst (Colonel). Am 16. April 1912 wurde Oberst Whigham Erster Generalstabsoffizier (General Staff Officer, 1st Grade) im Kriegsministerium (War Office).

### Erster Weltkrieg
Nach Beginn des Ersten Weltkrieges wurde er als Erster Generalstabsoffizier in das Hauptquartier der British Army versetzt, wo er bei gleichzeitiger Verleihung des zeitlich befristeten Dienstgrades eines Brigadegenerals (Temporary Brigadier-General) am 27. Dezember 1914 den Posten als Generalstabsoffizier (Brigadier General Staff) übernahm. Für seine militärischen Verdienste seit Kriegsbeginn wurde er am 18. Februar 1915 zum Companion des Order of the Bath (CB) ernannt. Am 17. Juli 1915 wurde er als Temporary Brigadier-General stellvertretender Chef des Generalstabes (Deputy Chief of the General Staff), wobei er dort die Nachfolge von Generalmajor Edward Perceval antrat und Temporary Brigadier-General Alexander Cobbe ihn als Generalstabsoffizier ablöste.
Am 1. September 1915 wurde ihm der zeitlich befristete Dienstgrad eines Generalmajors (Temporary Major-General) verliehen und er übernahm am 23. Dezember 1915 von Generalmajor Launcelot Edward Kiggell den Posten als stellvertretender Chef des Imperialen Generalstabes (Deputy Chief of the Imperial General Staff), während Temporary General Richard Butler sein Nachfolger als stellvertretender Chef des Generalstabes wurde. Er wurde am 11. Januar 1916 zum Generalmajor (Major-General) befördert und war zugleich als stellvertretender Chef des Imperialen Generalstabes während des Krieges zwischen Januar 1916 und April 1918 Mitglied des Königlichen Heeresrates (His Majesty’s Army Council). In diesen Funktionen war er im Ersten Weltkrieg unter anderem mitverantwortlich für Planung, Organisation und Durchführung der Schlacht an der Marne (5. bis 12. September 1914), der Schlacht an der Aisne (12. bis 28. September 1914), der Schlacht von Gallipoli (19. Februar 1915 bis 9. Januar 1916), der Mesopotamienfront (November 1914 bis November 1918) sowie der Salonikifront (21. Oktober 1915 bis 30. September 1918).
Für seine Verdienste wurde er am 15. April 1916 Kommandeur der französischen Ehrenlegion und am 1. Januar 1917 als Knight Commander des Order of the Bath (KCB) nobilitiert, wodurch er fortan den Namenszusatz „Sir“ führte. Darüber hinaus erhielt er am 24. April 1917 das französische Croix de guerre sowie am 21. September 1917 die Würde eines Kommandeurs des Leopoldsordens von Belgien.
Den Posten als stellvertretender Chef des Imperialen Generalstabes bekleidete Generalmajor Sir Robert Whigham bis zum 29. April 1918 und wurde daraufhin von Generalmajor Charles Harington abgelöst. Er selbst wurde daraufhin im April 1918 Nachfolger von Generalmajor Cecil Romer als Kommandeur der 59th (2nd North Midland) Division und verblieb auf diesem Posten bis zu seiner Ablösung durch Generalmajor Nevill Maskelyne Smyth im August 1918. Im August 1918 übernahm er von Generalmajor Walter Braithwaite die Funktion als Kommandeur der 62nd (2nd West Riding) Division und behielt diese bis zur Auflösung der Division am 10. Juni 1919. Bei Kriegsende wurde ihm am 9. November 1918 auch der japanische Orden der Aufgehenden Sonne Zweiter Klasse verliehen.

### Zwischenkriegszeit und Aufstieg zum Generalleutnant
Sir Robert Whigham, der er am 3. Juni 1919 auch zum Knight Commander des Order of St Michael and St George (KCMG) erhoben wurde, übernahm am 10. Juni 1919 von Generalmajor Cyril Deverell den Posten als Kommandeur der 3. Division (3rd Division) und hatte dieses Kommando bis Juli 1922, woraufhin Generalmajor William Heneker seine Nachfolge antrat.
Seit März 1923 Generalleutnant (Lieutenant-General) löste Whigham Generalleutnant Sir Philip Chetwode, Baronet Chetwode als Generaladjutant des Heeres (Adjutant-General to the Forces) ab und war als solcher bis zu seiner Ablösung durch General Sir Walter Braithwaite im März 1927 verantwortlich für die Entwicklung der Personalpolitik der Armee und die Unterstützung der Angehörigen des Heeres. Er war zudem zwischen Februar und Dezember 1924 wieder Mitglied des Königlichen Heeresrates. Zuletzt wurde er als General im März 1927 nunmehr Nachfolger von General Sir Walter Braithwaite als Oberkommandierender des Heereskommandos Ost (General Officer Commanding-in-Chief, Eastern Command) und verblieb auf diesem bis März 1931, woraufhin General Sir Webb Gillman ihn ablöste. Zugleich wurde er am 9. August 1930 Nachfolger von General Sir John Asser Generaladjutant (Aide-de-camp General) von König Georg V. und behielt dieses Amt bis zu seiner Ablösung durch General Sir Archibald Montgomery-Massingberd am 1. März 1931.
General Sir Robert Dundas Whigham, wurde am 1. Januar 1931 zum Knight Grand Cross des Order of the Bath (GCB) erhoben. Am 1. März 1931 schied er aus dem aktiven Militärdienst und wurde auf die Ruhestandsliste (Retired pay-List) gesetzt, ehe er mit Erreichen der Altersgrenze zur Wiedereinberufung am 5. August 1932 auch aus der Liste der Reserveoffiziere gestrichen wurde. Er übernahm zudem 1925 von Generalleutnant Sir Launcelot Kiggell das Ehrenamt des Colonel des Royal Warwickshire Regiment und wurde als solcher am 5. August 1935 von Temporary Brigadier Clement Thurstan Tomes abgelöst.
Seine Tochter Ann Dundas Whigham war von 1931 bis zu ihrer Scheidung 1946 mit Major Ian Charles Ritchie (1908–1982) verheiratet, einem Enkel des Politikers Charles Ritchie, 1. Baron Ritchie of Dundee (1838–1906).